# Línea P (Metrocable de Medellín)
La Línea P del Metrocable de Medellín, conocida como Metrocable Picacho, es una línea de teleférico de servicio masivo urbano e integrado, inaugurada el 10 de junio de 2021. Su recorrido atraviesa la zona noroccidental de Medellín, partiendo desde la estación Acevedo, donde se integra con la Línea A del Metro de manera gratuita; extendiéndose hasta la Estación El Progreso, con una longitud de 2,7 km.
Cuenta con cuatro estaciones que impactan directamente a las Comunas 5 (Castilla) y 6 (Doce de Octubre), y de forma indirecta a la Comuna 1 (París) del municipio de Bello. De oriente a occidente se disponen así: Acevedo, SENA, Doce de Octubre y El Progreso.El proyecto generó el desplazamiento de más de 1,200 personas y afectó a más de 300 familias. Además, entidades como el Metro de Medellín e ISVIMED, entre otras, habrían engañado a los habitantes; muchos terminaron expropiados mediante vías administrativas, mientras que otros entregaron sus viviendas por valores irrisorios. 

## Incidentes
Durante la construcción del Metrocable Picacho, en el proceso de empalme del cable portador tractor (encargado de soportar las telecabinas durante el recorrido), una de las máquinas encargadas de mantener la tensión de las cuerdas que soportan el cable portador tractor presenta una falla técnica que provoca la rotura del cable, cayendo sobre la Autopista Norte, una estación de servicio de Terpel y la Feria de Ganado. El incidente tuvo lugar el 7 de enero de 2021, dejando heridas a siete personas que se encontraban transitando la Autopista Norte. Dadas las garantías del fabricante del cable y las solicitudes del Metro al mismo, se reemplazó el cable que cayó con uno totalmente nuevo proveniente de Suiza.

## Inauguración
La operación instructiva de manera gratuita, denominada marcha blanca se inició el 26 de abril de 2021. Posteriormente, se da inicio a la operación comercial el 10 de junio de 2021.

## Capacidad
A comparación de las otras 5 líneas de Metrocable que operan en la ciudad de Medellín, las 137 telecabinas implementadas en la Línea P tienen una mayor capacidad, adecuadas para 12 personas, en un sistema que permite transportar hasta 36.800 usuarios al día, y 4000 pasajeros hora/sentido. Es la segunda línea de Metrocable que transporta más usuarios en la ciudad, detrás de la Línea K.
La puesta en marcha de esta línea implicó que se ampliara la Estación Avecedo, donde se integra con las Líneas A y K, para así aumentar la capacidad de las plataformas de la línea de Metro en función del creciente flujo que ingresaría desde el sector noroccidental de la ciudad gracias al nuevo Metrocable.

## Estaciones
La línea P del Metrocable de Medellín cuenta con cuatro estaciones de teleféricos, todas ellas se encuentran en el municipio de Medellín. La totalidad de las estaciones están adaptadas para facilitar el ingreso a personas de movilidad reducida (PMR).
A continuación, el listado de las estaciones de la línea P de occidente a oriente. En negrita, estaciones de combinación con otras líneas del SITVA.
| Estación        | Inauguración        | Comuna                   | Dirección                  | Interconexión | Tipo de estación            | Posición |
| --------------- | ------------------- | ------------------------ | -------------------------- | ------------- | --------------------------- | -------- |
| El Progreso     | 10 de junio de 2021 | Número 6 Doce de Octubre | Carera 83 con Calle 104DA  | —             | Terminal                    | A nivel  |
| Doce de Octubre | 10 de junio de 2021 | Número 6 Doce de Octubre | Calle 104B con Carrera 77B | —             | De paso                     | Elevada  |
| SENA            | 10 de junio de 2021 | Número 5 Castilla        | Carrera 67 con Calle 104A  | —             | De paso                     | A nivel  |
| Acevedo         | 10 de junio de 2021 | Número 5 Castilla        | Carrera 63 # 103G - 202    |               | Terminal y de interconexión | A nivel  |